# Beidweiler
Beidweiler (luxembourgeois: Beidler) est une section de la commune luxembourgeoise de Junglinster située dans le canton de Grevenmacher.